# Батиста, Хосе
Хосе Альберто Батиста Гонзалез (исп. José Alberto Batista González; род. 6 марта 1962, Колония-дель-Сакраменто) — уругвайский футболист, выступавший на позиции защитника, и тренер. Известен как обладатель самого быстрого удаления в финальных стадиях чемпионатов мира: на 53 секунде в групповом матче против сборной Шотландии на "мундиале" 1986 года получил красную карточку от французского арбитра Жоэля Кинью.

## Карьера

### Клубная
Профессиональную карьеру начал в «Серро». Позднее перешёл в «Пеньяроль», в составе которого стал вызываться за национальную сборную. В 1985 году стал игроком аргентинского «Депортиво Эспаньол», где за девять сезонов сыграл более 300 матчей в аргентинской Суперлиге. В 1995 вернулся в Уругвай, где играл за «Рампла Хуниорс», но через год вернулся в Аргентину и подписал контракт с клубом «Химнасия и Эсгрима». С 1998 по 1999 выступал за «Депортиво Эспаньол». Следующие два сезона играл в аргентинском «Архентино де Кильмес». Карьеру футболиста завершил в 2000 году, выступая за «Кильмес».

### Международная
Дебют за национальную сборную Уругвая состоялся 19 сентября 1984 года в матче против сборной Перу. Был включен в состав на чемпионат мира 1986 в Мексике, где сыграл во всех трех матчах групповой стадии. В последнем, против сборной Шотландии, был удален французским судьей Жоэлем Кинью на 52 секунде за фол над Гордоном Страканом. Всего Батиста сыграл за сборную 14 матчей и забил 1 гол.

## Достижения

### Клубные
«Пеньяроль»
- Чемпион Уругвая: 1985

### Сборная
- Чемпион Панамериканских игр: 1983
- Финалист Кубка Артемио Франки: 1985